# Lavagna

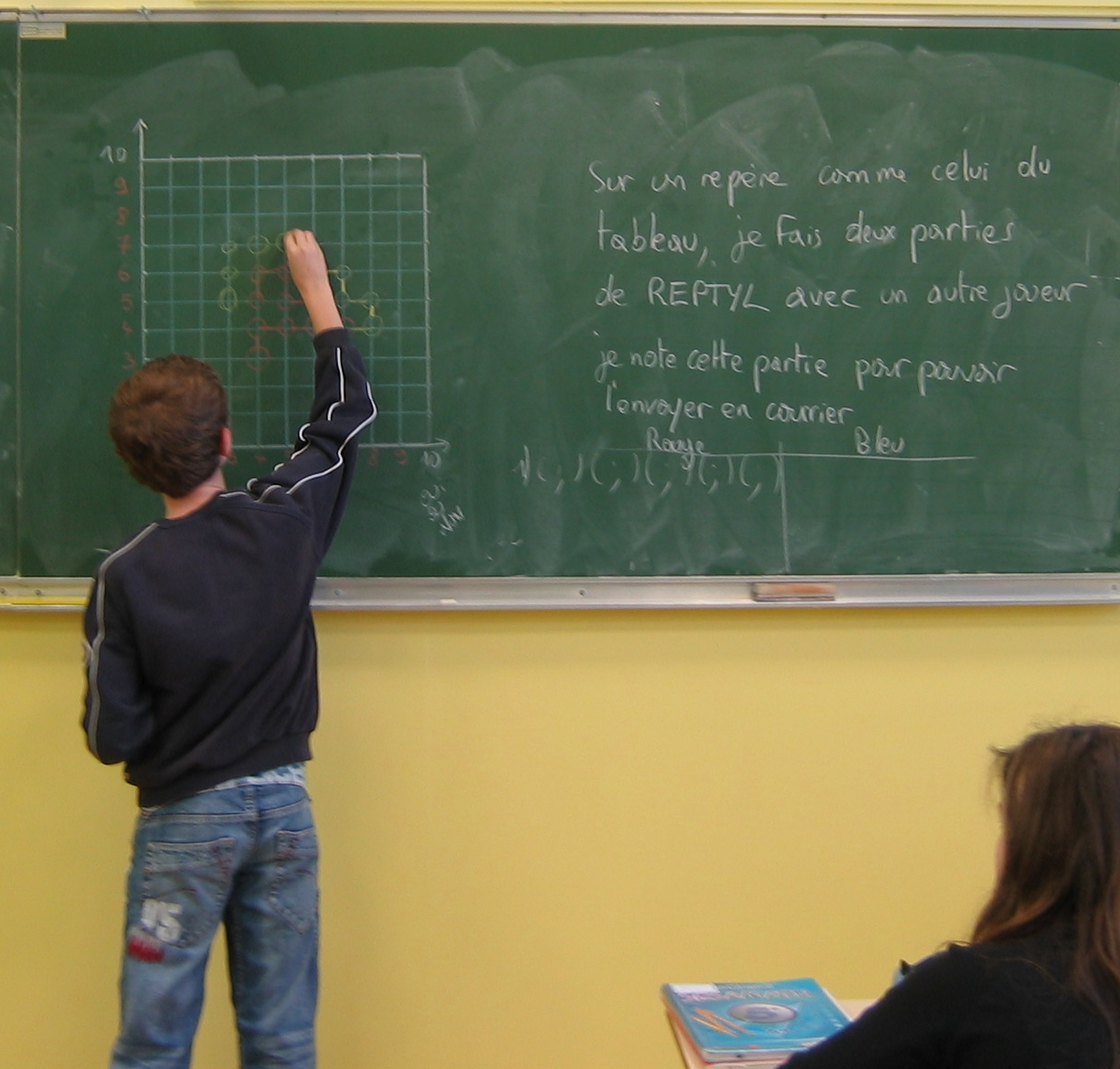
Studente alle prese con un problema alla lavagna

Una lavagna è una superficie piana rigida usata come piano di scrittura. In tutte le aule scolastiche si trova generalmente una lavagna, utilizzata dall'insegnante per illustrare le proprie spiegazioni alla classe e dagli studenti per scrivere durante le interrogazioni.
Le lavagne usate nelle aule scolastiche sono di grandi dimensioni (in genere due-tre metri di larghezza per un metro circa di altezza) e di norma sono collocate in posizione verticale di fronte agli studenti e a lato della cattedra dell'insegnante, appese al muro oppure montate su un supporto munito di ruote. Questo secondo tipo di solito si può far ruotare di 180° intorno ad un asse orizzontale per scrivere anche sulla faccia opposta della lavagna.

## Lavagne tradizionali

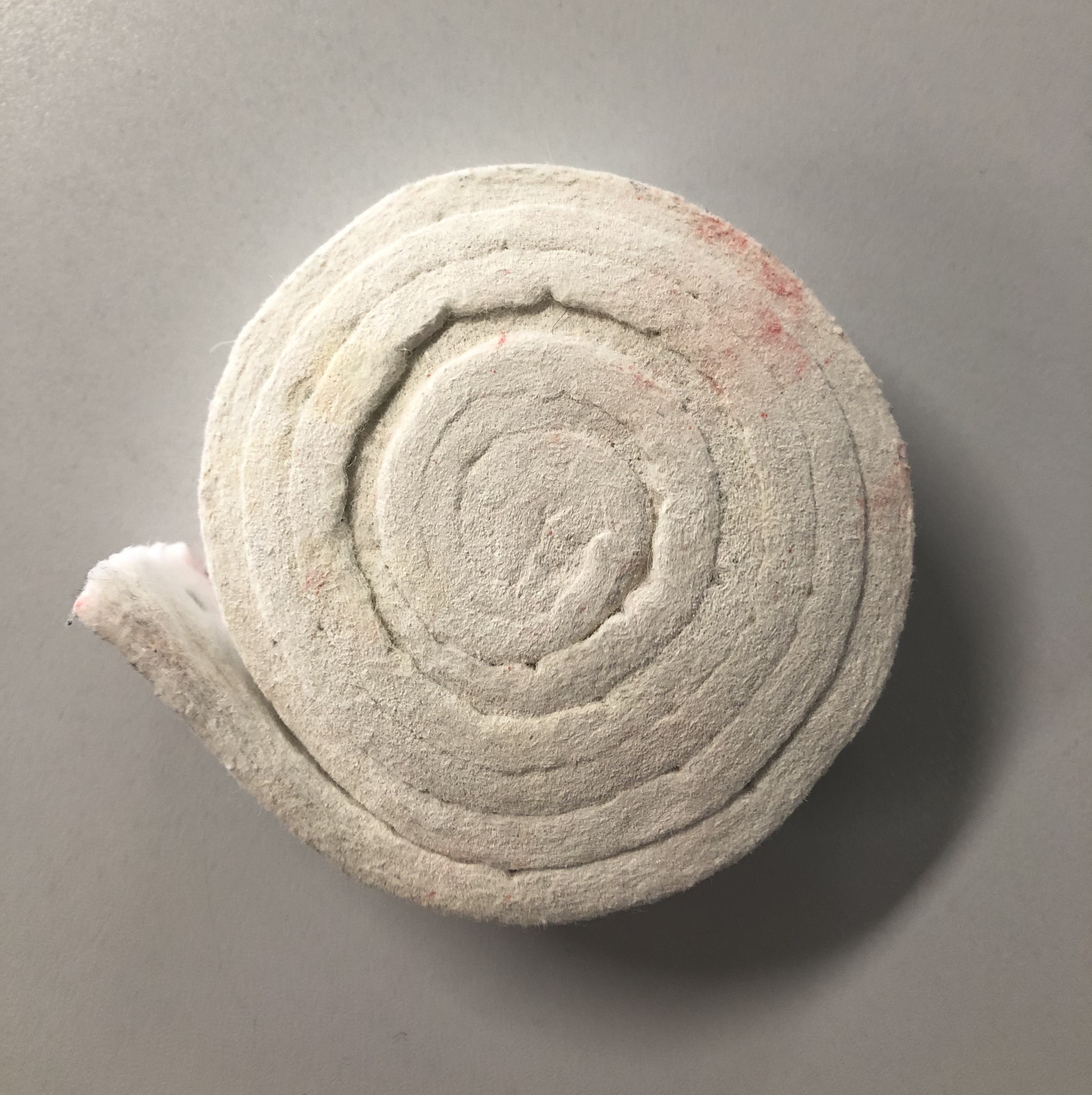
Cancellino rotondo di feltro

La lavagna di tipo tradizionale utilizzata da molto tempo in Italia è costituita da una lastra rettangolare di ardesia, materiale di colore nero conosciuto anche come "pietra di Lavagna" (da cui il nome). In altri paesi dove non sono presenti cave di ardesia, come Francia e Regno Unito, le lavagne vengono realizzate con rocce calcaree verniciate di viola.
Per scrivere su questo tipo di lavagna si usano bastoncini chiamati gessetti composti da solfato di calcio biidrato, lunghi una decina di centimetri e a sezione quadrata o circolare. Le scritte si possono agevolmente cancellare sfregandole con uno straccio, una cimosa, un cancellino con una superficie di spugna o una spugna: in questo modo la lavagna si può riutilizzare un numero infinito di volte. I gessetti normalmente sono bianchi ma si usano a volte anche gessetti colorati.

## Lavagne Velleda
A metà degli anni '80 è stato sviluppato un nuovo tipo di lavagne il cui piano di scrittura (di plastica o di cartone rigido) è bianco e rivestito da una pellicola di plastica trasparente e impermeabile, sulla quale si scrive con un apposito pennarello nero, rosso, blu o verde. Anche in questo caso per cancellare le scritte basta sfregarle via: la pellicola impedisce all'inchiostro di penetrare e segnare indelebilmente la lavagna. Il motivo della loro diffusione è dovuto principalmente all'assenza della componente polverosa volatile (la polvere di gessetti) che continuamente cancellata si deposita ovunque creando sporcizia e potendo anche essere pericolosa con una lunga esposizione e assorbimento tramite inalazione (analogamente alla silicosi dei minatori nelle cave di pietra)[senza fonte].

## Lavagne elettroniche
Le lavagne elettroniche sono uno strumento alternativo, che sta gradualmente sostituendo sia le tradizionali lavagne in ardesia che le lavagne Velleda.
In commercio esistono esemplari di varie dimensioni: un foglio A4 (210×297 mm), grandi come un quaderno, un foglio da disegno, fino a quelle di una lavagna tradizionale. Il costo può variare dai 100 euro a qualche migliaio, a seconda della grandezza. 
L'insegnante o gli alunni scrivono con una penna magnetica e uno schermo "sensibile" registra i punti di passaggio e i movimenti. Tramite un programma di riconoscimento dei caratteri (OCR) come quelli utilizzati dagli scanner, elabora quanto scritto e lo mostra in codifica ASCII, come se fosse stato digitato al computer.
Una tecnologia di questo tipo esiste dagli anni '80, ma solo dal 2007-2008 ha raggiunto, almeno in Italia, prezzi competitivi rispetto a mezzi scolastici tradizionali come lavagna e quaderni di appunti.
Libri e quaderni possono essere sostituiti da tablet con connettività Internet 3G o 4G, a patto che le case editrici forniscano i contenuti in formati aperti e interoperabili, facilmente leggibili dai citati dispositivi hardware presenti in commercio.
I costi possono essere drasticamente ridotti introducendo un approccio Bring your own device che consente agli studenti di usare smartphone o tablet di loro proprietà durante le lezioni, per connettersi alla intranet al loro profilo utente, visualizzare materiale didattico, fare ricerche su Internet.